# Локалита Бадеса (Кротоне)
Локалита Бадеса је насеље у Италији у округу Кротоне, региону Калабрија.
Према процени из 2011. у насељу је живело 20 становника. Насеље се налази на надморској висини од 626 м.